# Campagne partiche di Marco Antonio
Le campagne partiche di Marco Antonio furono combattute nel 37-33 a.C. nell'Oriente ellenistico dal corpo di spedizione romano guidato da Marco Antonio contro l'Impero partico. Costituirono il tentativo di vendicare la disfatta subita da Marco Licinio Crasso nella battaglia di Carre del 53 a.C. e di assoggettare in modo definitivo la pericolosa potenza orientale.
Preceduta da una serie di operazioni preliminari tra il 40 e il 38 a.C. per respingere l'invasione partica delle province romane d'Oriente, la grande campagna partica di Marco Antonio del 36 a.C., condotta secondo i piani strategici predisposti anni prima da Gaio Giulio Cesare, si concluse con un grave insuccesso. Dopo un'avanzata iniziale, Marco Antonio dovette ripiegare in difficili condizioni e sotto gli attacchi nemici; il condottiero riuscì a salvare il suo esercito ma non poté infliggere una sconfitta definitiva ai Parti. Negli anni seguenti il triumviro ottenne alcuni successi in Armenia ma dovette rinunciare a nuove invasioni a causa del precipitare dei rapporti politici con il rivale Cesare Ottaviano.

## Contesto storico: Roma contro l'Impero partico
Nel 53 a.C. era disastrosamente fallita la campagna di Marco Licinio Crasso in Oriente contro il temibile Impero partico; dopo aver attraversato l'Eufrate ed essere avanzato nel territorio desertico mesopotamico, l'esercito romano era stato quasi completamente distrutto nella battaglia di Carre e Crasso era stato ucciso. La testa e la mano destra del comandante romano furono mandate a Orode II, il re dei Parti. Nonostante il disastro, i Romani riuscirono tuttavia a difendere la provincia di Siria e nel 51 a.C. un'invasione dei Parti venne agevolmente respinta dalle due legioni rimaste guidate dall'allora governatore, Gaio Cassio Longino.

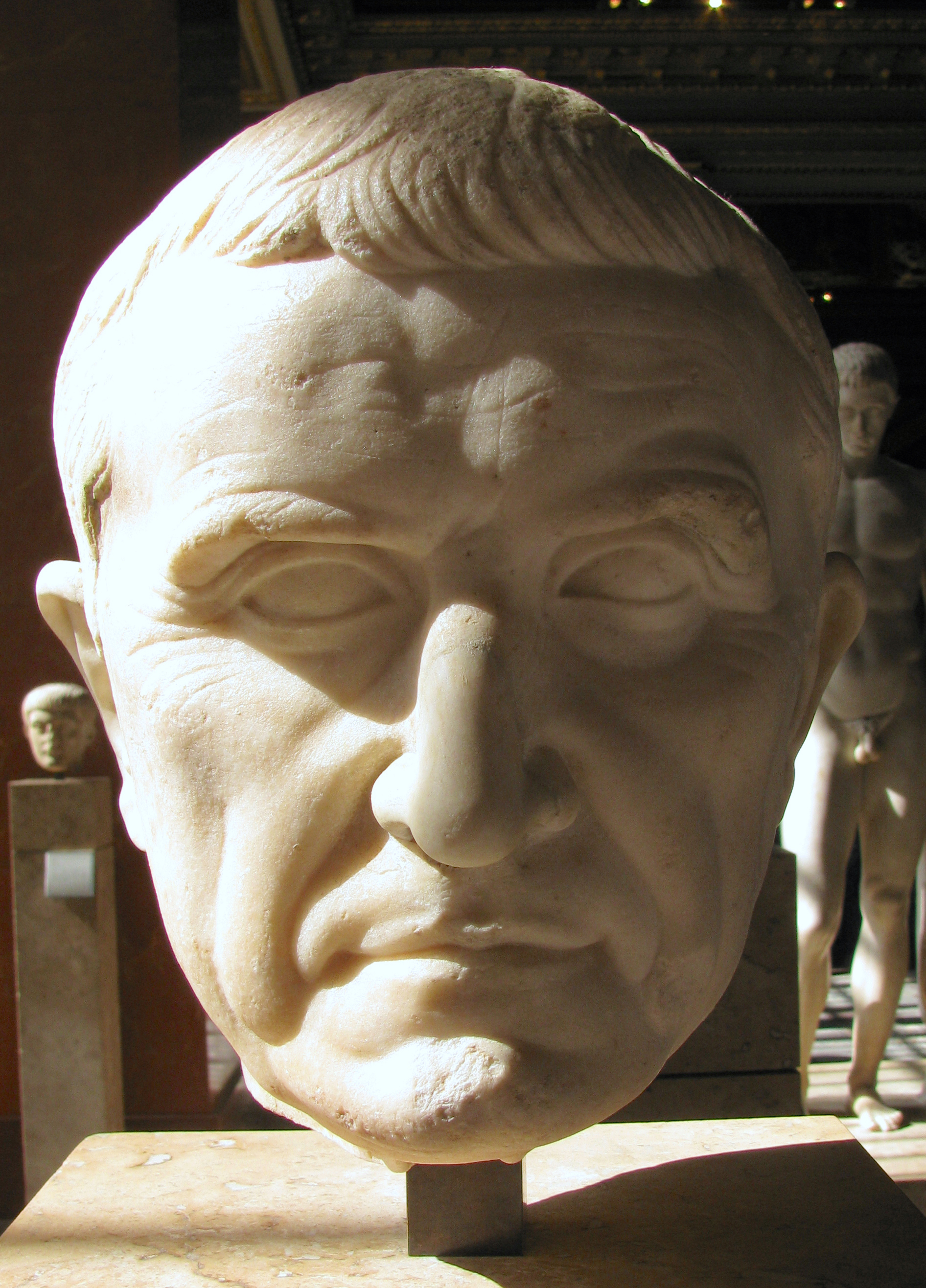
Testa di Marco Licinio Crasso, il dives venne sconfitto e ucciso dai Parti nella battaglia di Carre del 53 a.C.

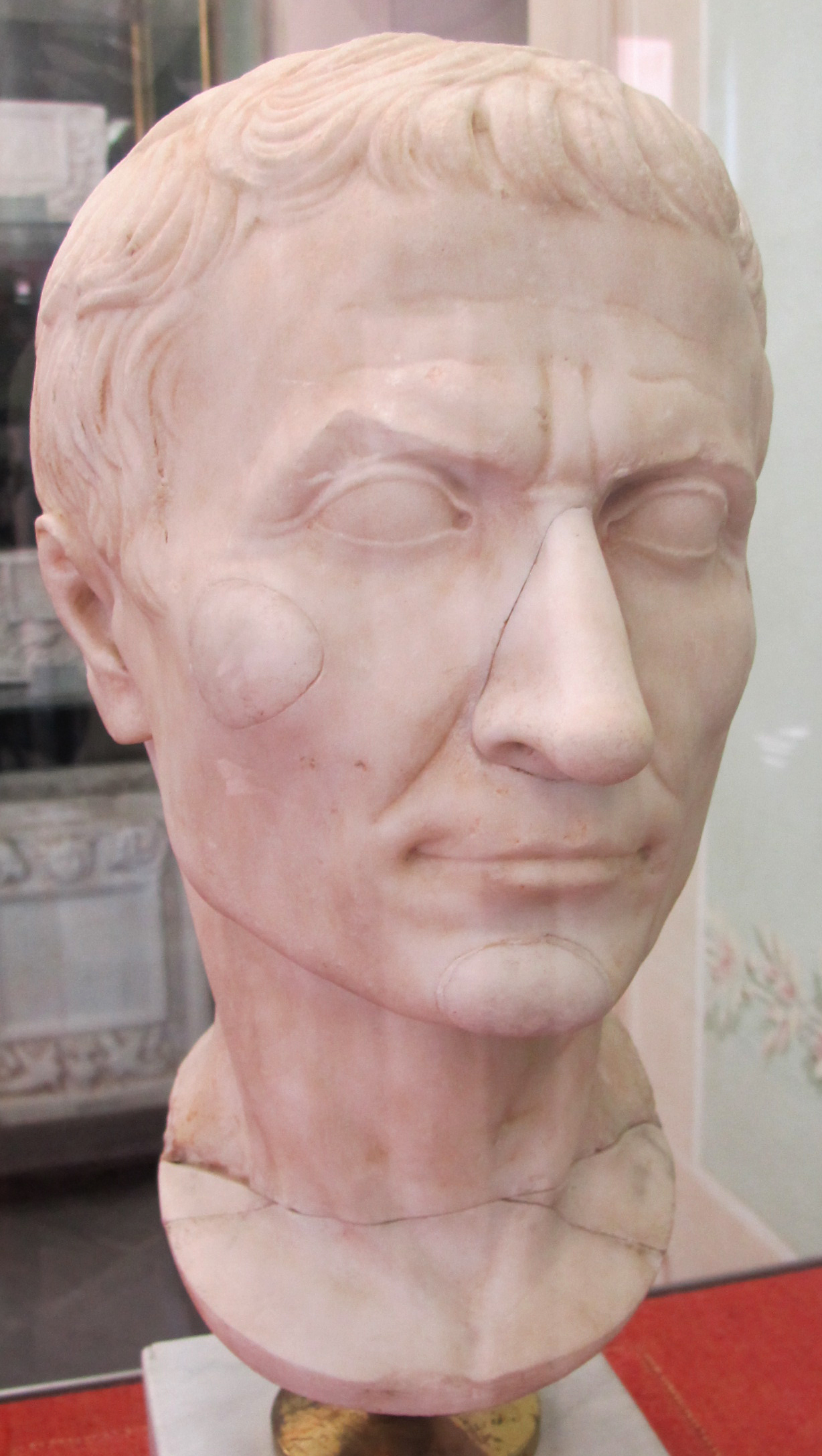
Testa di Gaio Giulio Cesare, il dittatore venne ucciso pochi giorni prima della sua prevista partenza per guidare la grande spedizione partica.

Gaio Giulio Cesare aveva progettato nel 44 a.C. una grande spedizione contro l'Impero partico per vendicare la disfatta di Crasso e accrescere ulteriormente il suo prestigio e il suo potere a Roma con una nuova impresa vittoriosa; il dittatore aveva previsto una campagna della durata di tre anni e forse aveva anche pianificato un prolungamento della spedizione passando nel percorso di ritorno per la Dacia e la Germania. Cesare, alla vigilia del suo assassinio il 15 marzo 44 a.C., era in procinto di partire per l'Oriente dove aveva raccolto un esercito imponente, rafforzato da grandi contingenti di cavalleria alleata; egli aveva previsto di attaccare i Parti passando da settentrione attraverso l'Armenia e la Media Atropatene con un lungo movimento aggirante evitando in questo modo di inoltrarsi nel territorio desertico a est dell'Eufrate dove Crasso era andato incontro al disastro.
La morte di Cesare cambiò completamente la situazione nell'Oriente romano. I piani della campagna partica vennero inevitabilmente accantonati e Marco Antonio, console superstite e principale luogotenente del dittatore, trasferì in Italia, per impiegarle per i suoi obiettivi politici nella lotta tra le fazioni, buona parte delle legioni approntate per la spedizione; inoltre i due principali cesaricidi, Marco Giunio Bruto e Gaio Cassio Longino lasciarono Roma nell'estate del 44 a.C. e si trasferirono in Oriente dove in pochi mesi presero il controllo delle legioni romane presenti nelle province di Siria e Asia e costituirono una solida base di potere per la lotta contro la fazione cesariana guidata da Marco Antonio e da Cesare Ottaviano, il giovane erede del dittatore.
Nel 42 a.C. Bruto e Cassio concentrarono le loro forze e decisero di marciare attraverso l'Ellesponto fino in Grecia per affrontare lo scontro decisivo contro i capi cesariani, Marco Antonio, Cesare Ottaviano e Marco Emilio Lepido, che avevano concluso il cosiddetto secondo triumvirato, un preciso patto politico-militare per il predominio politico a Roma e la spartizione dei territori della Repubblica. Le province orientali romane di Asia e Siria vennero lasciate, dopo la partenza delle legioni di Cassio, quasi prive di difese ed esposte ad eventuali minacce esterne. La doppia battaglia di Filippi combattuta nell'ottobre 42 a.C. decise l'esito della guerra civile tra i triumviri e i cesaricidi; Marco Antonio ottenne una decisiva vittoria, Bruto e Cassio si suicidarono e la fazione repubblicana venne distrutta o dispersa. Dopo la vittoria, mentre Cesare Ottaviano rientrava in Italia per presiedere all'ingrato compito di espropriare i terreni da assegnare ai veterani delle legioni cesariane, Marco Antonio rimase in Grecia con una parte dell'esercito vittorioso e ben presto si recò in Oriente per riorganizzare il dominio romano in quei territori.

## Fasi iniziali del conflitto

### Invasione partica delle province romane d'Oriente (41-40 a.C.)
Marco Antonio trascorse l'inverno del 42 a.C. in Oriente esigendo pesanti tributi dai potentati locali, colpendo gli alleati dei cesaricidi e organizzando un nuovo sistema di alleanze; accolto ovunque trionfalmente, il triumviro arrivò ad Efeso, poi viaggiò in Frigia, Galazia e Cappadocia, infine giunse a Tarso in Cilicia,  dove intimò alla regina d'Egitto Cleopatra di raggiungerlo per dare spiegazioni sul suo equivoco comportamento durante la recente guerra civile.

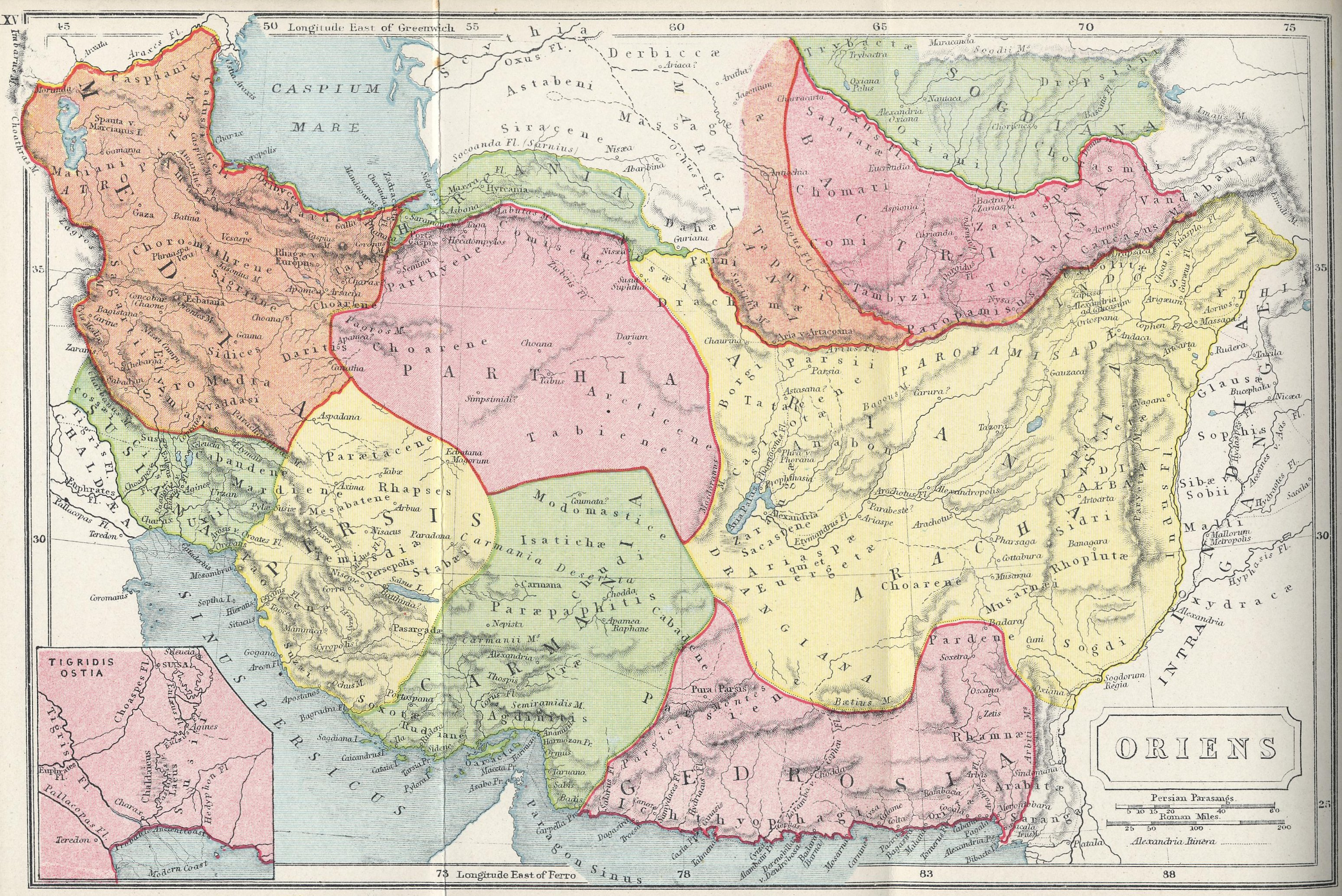
L'impero dei Parti e i suoi domini nella sua massima espansione, circa 60 a.C.

La regina d'Egitto riuscì facilmente a convincere Marco Antonio della sua fedeltà alla fazione cesariana e tra i due iniziò subito un'intensa relazione amorosa; peraltro Cleopatra ritornò presto in patria e Antonio trascorse altro tempo in Oriente dove stabilizzò la situazione nella provincia d'Asia, affidata al controllo di Tito Munazio Planco, e nella provincia di Siria, dove installò Lucio Decidio Saxa. Prese queste decisioni, Marco Antonio raggiunse l'Egitto nell'inverno del 41 a.C. e visse alcuni mesi con Cleopatra apparentemente disinteressandosi degli oscuri sviluppi in corso in Italia e della precaria situazione in Oriente. In realtà è possibile che Marco Antonio progettasse fin da questo momento di guidare una grande campagna d'Oriente contro la Persia, riprendendo i famosi piani di Giulio Cesare, per affermare il suo ruolo dominante nel triumvirato ed ergersi come un nuovo Alessandro Magno; a questo scopo l'alleanza con l'Egitto poteva essere decisiva anche per la possibilità di utilizzare le immense ricchezze del regno per finanziare la difficile e costosa spedizione orientale.
Durante l'inverno 41-40 a.C., mentre Marco Antonio si tratteneva ad Alessandria, tuttavia la situazione nelle province romane d'Oriente era precipitata; sollecitati dai potentati locali detronizzati dal triumviro ad invadere la Siria e l'Asia che apparivano disorganizzate e malsicure per i Romani, i Parti avevano deciso di passare all'attacco; il re Orode II era stato inoltre convinto a prendere l'audace iniziativa da Quinto Labieno, il figlio di Tito Labieno, che già prima della battaglia di Filippi si era recato alla corte di Ctesifonte per richiedere l'aiuto dei Parti nella guerra contro i triumviri. 

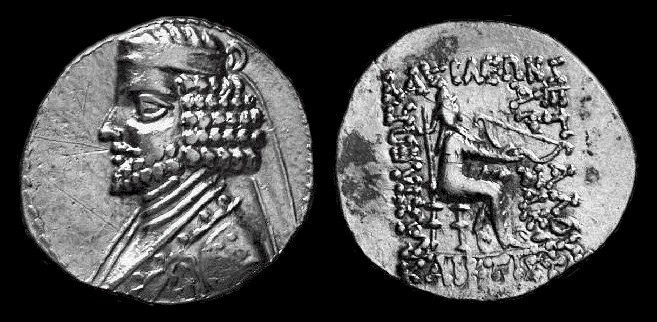
Moneta con effigie di Orode II, sul retro un arciere partico.

Nel febbraio 40 a.C. l'esercito partico guidato da Quinto Labieno e da Pacoro, il figlio del re Orode II, attraversò l'Eufrate e attaccò Apamea dove Decidio Saxa cercò di resistere con le sue deboli forze che peraltro, essendo costituite dai vecchi presidi lasciati indietro da Cassio prima della battaglia di Filippi, non erano del tutto affidabili. Labieno riuscì infatti a minare la coesione del nemico e favorì defezioni che costrinsero Saxa ad evacuare Apamea e ripiegare su Antiochia da dove venne ben presto costretto nuovamente a ritirarsi. Decidio Saxa abbandonò la Siria e passò in Cilicia dove, inseguito da Quinto Labieno, venne sconfitto e ucciso; i Parti arrivarono fino alle coste della Caria, mentre Tito Munazio Planco si rifugiava in un'isola dell'Egeo. I re vassalli della Commagene, Cappadocia e Galazia, abbandonarono Roma o si dimostrarono inaffidabili; a sud Pacoro con un altro esercito partico invase la Palestina e raggiunse Gerusalemme dove installò come re Antigono II Asmoneo; nella provincia di Siria solo Tiro rimase in possesso dei romani.

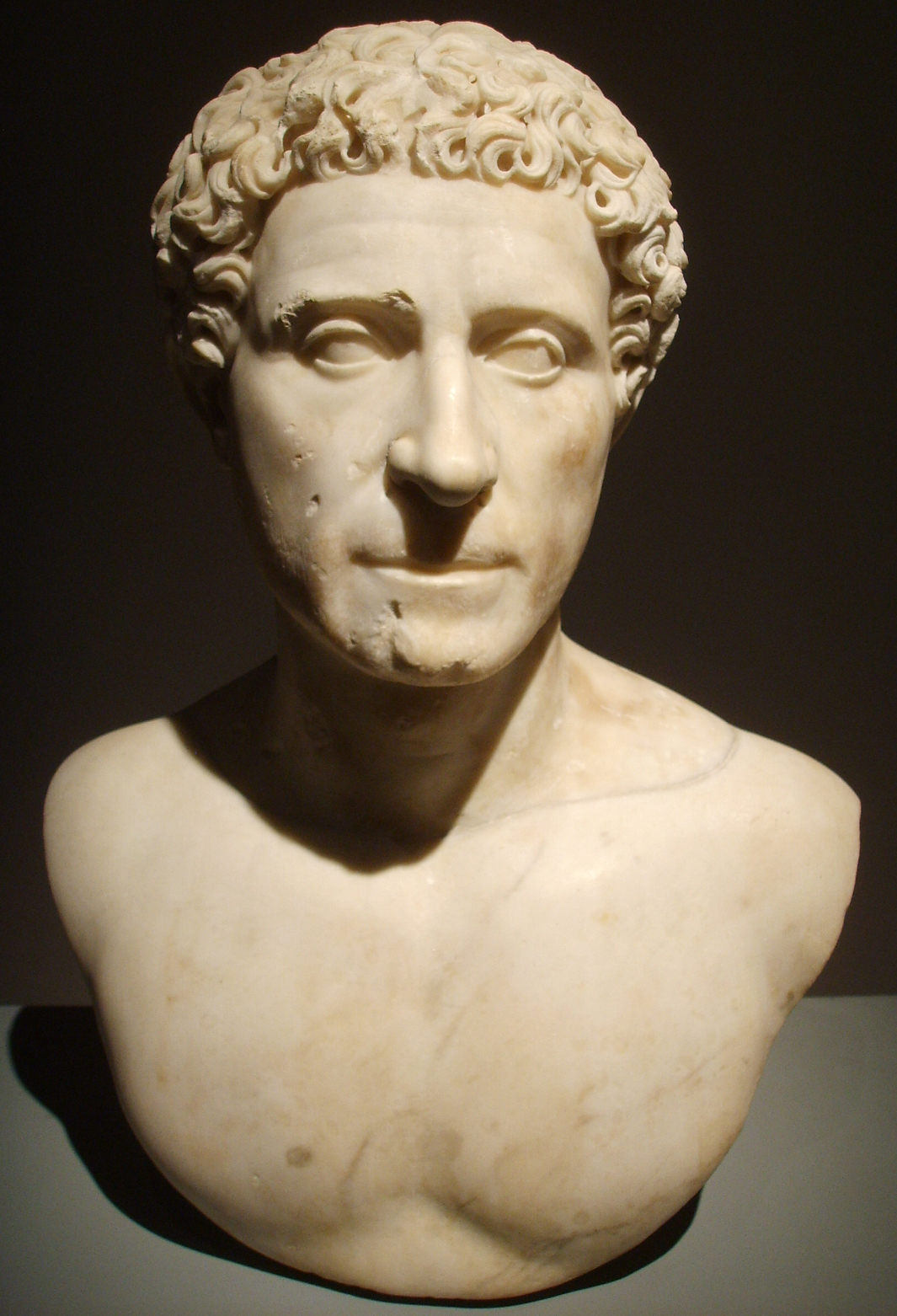
Busto di Quinto Labieno.

Marco Antonio ricevette le prime notizie dell'invasione partica nel marzo 40 s.C.. Partì subito da Alessandria e raggiunse in nave Tiro dove comprese la gravità della situazione a causa della debolezza delle difese romane presenti in Oriente; le sue legioni veterane si trovavano in Macedonia, in Italia e in Gallia e quindi Antonio decise di trasferirsi temporaneamente a Efeso prima di recarsi in Grecia dove contava di raggruppare tutte le sue forze. Ad Efeso il triumviro venne tuttavia informato della grave situazione in Italia dove era esplosa la guerra di Perugia e dove l'accordo con Cesare Ottaviano sembrava irreversibilmente incrinato; una nuova guerra civile era in corso tra i suoi luogotenenti in Italia, guidati dalla moglie Fulvia, e i generali di Ottaviano.
Antonio dovette quindi rinunciare per il momento a contrastare l'invasione dei Parti e concentrare tutte le sue forze per la guerra contro Ottaviano; egli raggiunse Atene dove si incontrò con Fulvia nel luglio 40 a.C., poi, dopo aver rafforzato le sue posizioni con accordi di alleanza con Lucio Munazio Planco, Gaio Asinio Pollione, Gneo Domizio Enobarbo e Sesto Pompeo, ritornò in Italia e attaccò Brindisi nel settembre 40 a.C., mettendo in difficoltà i generali di Ottaviano. Alla fine una nuova disastrosa guerra civile fu evitata; dopo colloqui preliminari e oscuri intrighi, Marco Antonio e Ottaviano conclusero nell'autunno 40 a.C. il trattato di Brindisi che ricostituiva il triumvirato e prevedeva una nuova suddivisione delle province di Roma. Marco Emilio Lepido, ormai privo di potere, manteneva solo il controllo dell'Africa, Cesare Ottaviano ottenne le province occidentali, Spagna, Gallia e Illirico, mentre Antonio si riservò l'Oriente con la Macedonia, la Grecia, l'Asia, la Siria. Il nuovo accordo venne suggellato da un'alleanza matrimoniale; Fulvia era morta e Marco Antonio sposò Ottavia, la sorella del suo rivale.

### Campagne di Ventidio Basso (39-38 a.C.)

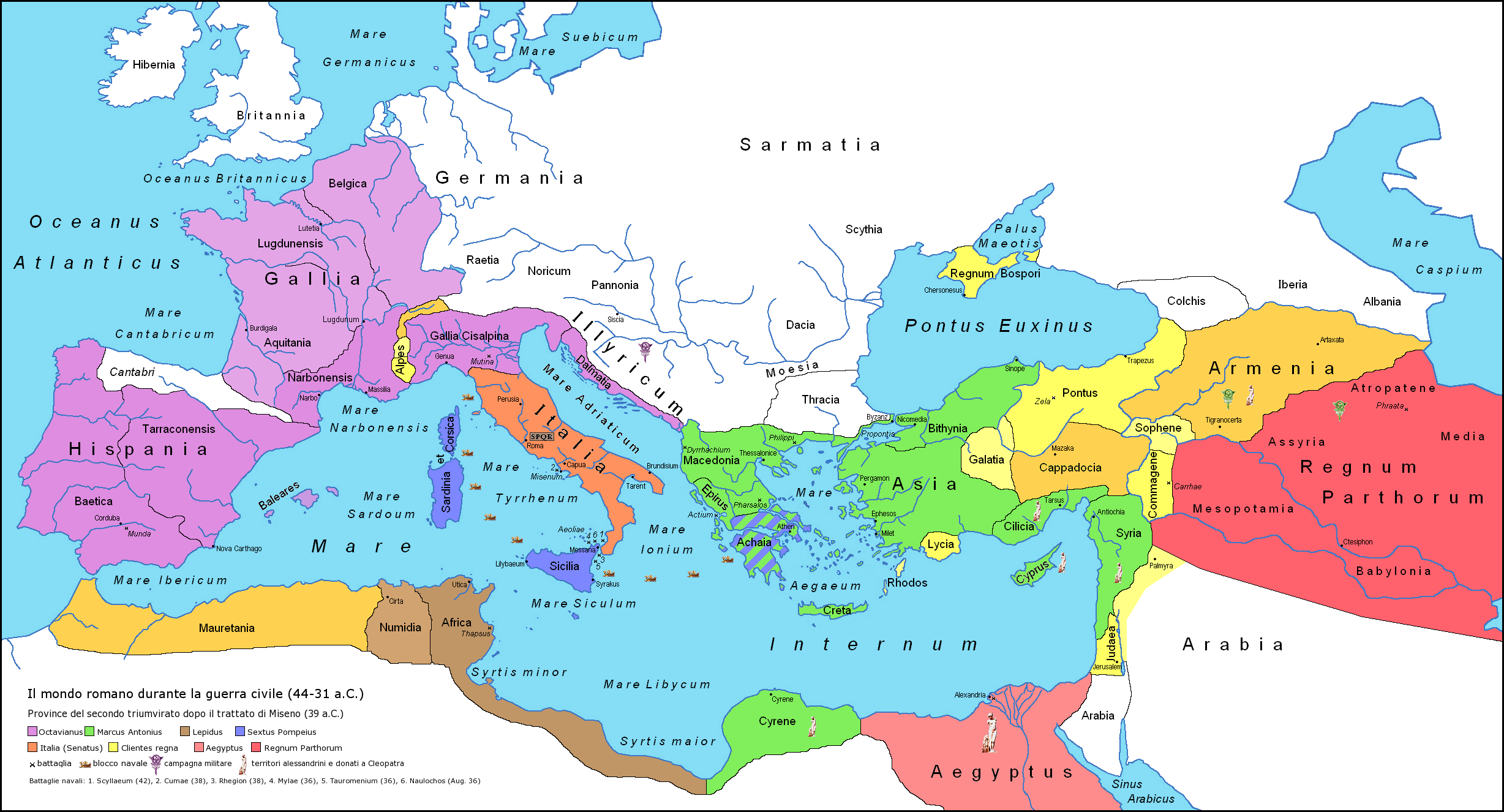
La Repubblica romana e l'Impero partico nel 39 a.C.

Concludendo il trattato di Brindisi, Marco Antonio sembrava rinunciare all'Occidente romano e riprendere la sua politica orientaleggiante su cui gli storici antichi videro l'influenza determinante di Cleopatra; in realtà Antonio probabilmente riteneva che il futuro di Roma risiedesse nelle ricche ed evolute regioni orientali ma egli non aveva affatto ceduto completamente l'Italia a Cesare Ottaviano; egli conservava la facoltà di arruolare nuove legioni tra le robuste e combattive popolazioni italiche. Il triumviro riteneva che con le legioni italiche, le alleanze orientali e le ricchezze dell'Egitto fosse possibile compiere la grande campagna alla conquista della Persia.
In un primo tempo tuttavia Marco Antonio si trattenne a Roma, dove la situazione sociale era critica e dove la posizione politica dei triumviri era debole; quindi, nel settembre del 39 a.C., si recò con la sua nuova moglie ad Atene dove installò il suo quartier generale e controllò inizialmente le province orientali. Per difendere la Siria e l'Asia dall'invasione partica, in attesa del suo intervento diretto, egli aveva già inviato sul posto il suo miglior luogotenente Publio Ventidio Basso con undici legioni veterane; la provincia d'Asia venne assegnata a Lucio Munazio Planco, Domizio Enobarbo ebbe il governo della Bitinia, mentre Asinio Pollione ricevette l'incarico di trasferire via terra in Macedonia le altre legioni veterane che aveva in Occidente.
Publio Ventidio Basso, personaggio di oscure origini ma di notevole capacità militare, ottenne importanti vittorie; nell'agosto 39 a.C. marciò rapidamente contro Quinto Labieno che, sorpreso dall'arrivo delle legioni, batté precipitosamente in ritirata; l'esercito romano di Ventidio lo inseguì fino in Siria dove stava affluendo di rinforzo la cavalleria dei Parti. Nella battaglia del Monte Tauro il comandante romano sconfisse nettamente la temuta cavalleria dei Parti che, senza ricongiungersi con le residue forze di Labieno, si era incautamente lanciata in una carica in salita contro le legioni opportunamente schierate da Ventidio sulle pendici dominanti dell'altura. Le residue truppe di Quinto Labieno si disgregarono o defezionarono e lo stesso Labieno, che aveva tentato di trovare rifugio in Cilicia con alcuni compagni, venne catturato e ucciso.

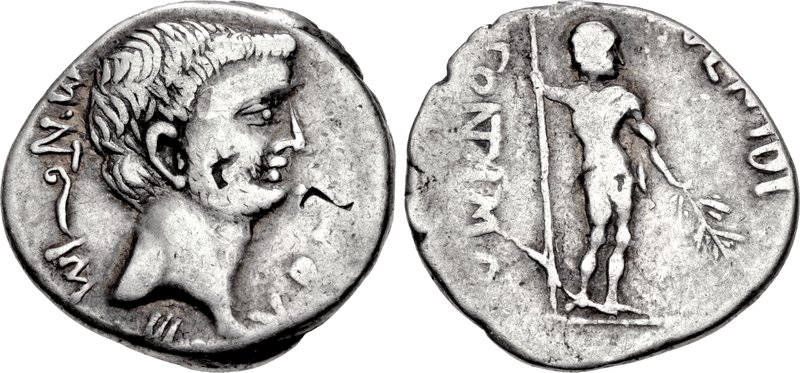
Moneta con effigie di Marco Antonio e, sul retro, la scritta Publio Ventidio Basso.

Dopo questo brillante successo Ventidio Basso occupò l'intera Cilicia e inviò verso il confine con la Siria il suo luogotenente Poppedio Silone che con la cavalleria raggiunse il Monte Amano (l'attuale Giaour Dagh) dove tuttavia venne messo in seria difficoltà dai difensori del valico guidati da Franapate, il principale generale di Pacoro. Silone rischiò il disastro e la situazione venne ristabilita a favore dei Romani grazie al pronto intervento di Ventidio con il grosso delle legioni; i Parti, in inferiorità numerica e colti di sorpresa, furono pesantemente sconfitti nella battaglia del Monte Amano, lo stesso generale Franapate venne ucciso e i superstiti ripiegarono in rotta a est dell'Eufrate dopo aver abbandonato tutti i territori invasi. Ventidio poté quindi liberare agevolmente la provincia di Siria e scendere in Palestina che venne rapidamente occupata dalle legioni; il comandante romano intimidì il re giudeo Antigono II e sottomise i dinasti locali che avevano sostenuto l'invasione dei Parti, esigendo forti contributi; nonostante questa serie di successi peraltro Ventidio Basso non ricevette riconoscimenti ufficiali dal Senato romano che ritenne opportuno ringraziare soprattutto Marco Antonio che, pur non avendo guidato le operazioni, era il responsabile supremo dell'Oriente.
Nella primavera del 38 a.C. i Parti tentarono di prendere la rivincita e un grande esercito, guidato personalmente da Pacoro, ripassò l'Eufrate e invase di nuovo la provincia romana di Siria; le truppe romane non erano raggruppate e Ventidio Basso venne sorpreso da questa improvvisa avanzata. Egli in un primo momento rinunciò ad ostacolare il passaggio dell'Eufrate e cercò soprattutto di guadagnare tempo per poter concentrare tutte le legioni e affrontare il pericolo; il generale romano riuscì, diffondendo false informazioni, a rallentare l'avanzata nemica e poté schierare il suo esercito al completo presso il Monte Gindaro in Cyrrhestica, a 50 km ad est di Antiochia.
La battaglia del Monte Gindaro, combattuta secondo la tradizione il 9 agosto del 38 a.C. anniversario della catastrofe di Carre, si concluse con una grande vittoria di Ventidio Basso; la cavalleria leggera dei Parti attaccò di nuovo inprudentemente le legioni saldamente schierate sulle pendici dominanti del monte e venne duramente respinta, i catafratti di Pacoro, schierati a difesa del figlio del re, subirono quindi un efficace bombardamento da parte degli abili frombolieri dell'esercito romano e infine furono attaccati dai legionari che accerchiarono e distrussero gran parte dell'esercito partico; Pacoro cadde sul campo. I superstiti dell'armata partica che aveva attraversato l'Eufrate cercarono riparo nella Commagene, mentre Ventidio impressionò le popolazioni della Siria "mandando in giro per le città la testa di Pacoro" e ottenne la piena sottomissione di tutta la regione, quindi marciò con l'esercito nella Commagene per attaccare il re Antioco che aveva prestato aiuto ai nemici di Roma. Dopo questa serie di dure sconfitte, il re dell'Impero partico Orode, sofferente anche per la perdita del figlio Pacoro, morì e al suo posto prese il potere il figlio Fraate IV che si dimostrò crudele e spietato; egli fece uccidere subito i suoi fratellastri e ogni possibile rivale al trono.
Nel frattempo Ventidio Basso aveva posto sotto assedio Samosata, la principale fortezza sull'Eufrate del regno di Commagene; le operazioni di assedio si prolungarono e si diffusero voci di trattative in corso; a questo punto Marco Antonio giunse  sul posto e assunse la guida dell'esercito romano impegnato nell'assedio. Ventidio Basso dovette cedere il comando e ben presto fu fatto rientrare a Roma; Plutarco asserisce che Antonio, geloso del prestigio del suo subordinato, preferì allontanarlo dal teatro di operazioni e prendere personalmente la direzione della campagna. Gli autori moderni hanno invece espresso dubbi su questa interpretazione tradizionale delle fonti antiche: in realtà Ventidio Basso ritornò a Roma soprattutto per ricevere il meritato trionfo per le sue vittorie
Marco Antonio preferì non prolungare ulteriormente le operazioni d'assedio di Samosata; egli quindi concluse nel settembre del 38 a.C. le operazioni ricevendo la resa della fortezza e accettando dal re di Commagene un tributo di 300 talenti d'argento.

## La grande campagna di Marco Antonio

### Preparativi e piani della campagna
Marco Antonio aveva concluso rapidamente con una transazione finanziaria l'assedio di Samosata nel settembre del 38 a.C., soprattutto perché riteneva di non poter trattenersi oltre in Oriente; egli infatti ritornò subito ad Atene per avvicinarsi all'Italia dove la situazione rimaneva oscura; i suoi migliori luogotenenti presero il comando sul posto e ottennero brillanti successi consolidando e sfruttando le vittorie di Ventidio Basso degli anni precedenti. Gaio Sosio, nuovo governatore della provincia di Siria, marciò con dieci legioni contro la Giudea di Antigono II Asmoneo e nel luglio del 37 a.C. conquistò dopo un lungo assedio Gerusalemme; Publio Canidio Crasso avanzò in Armenia con altre sei legioni e nello stesso anno sconfisse gli Iberi e gli Albani del Caucaso, conquistando importanti posizioni strategiche preziose per i piani di Marco Antonio. 

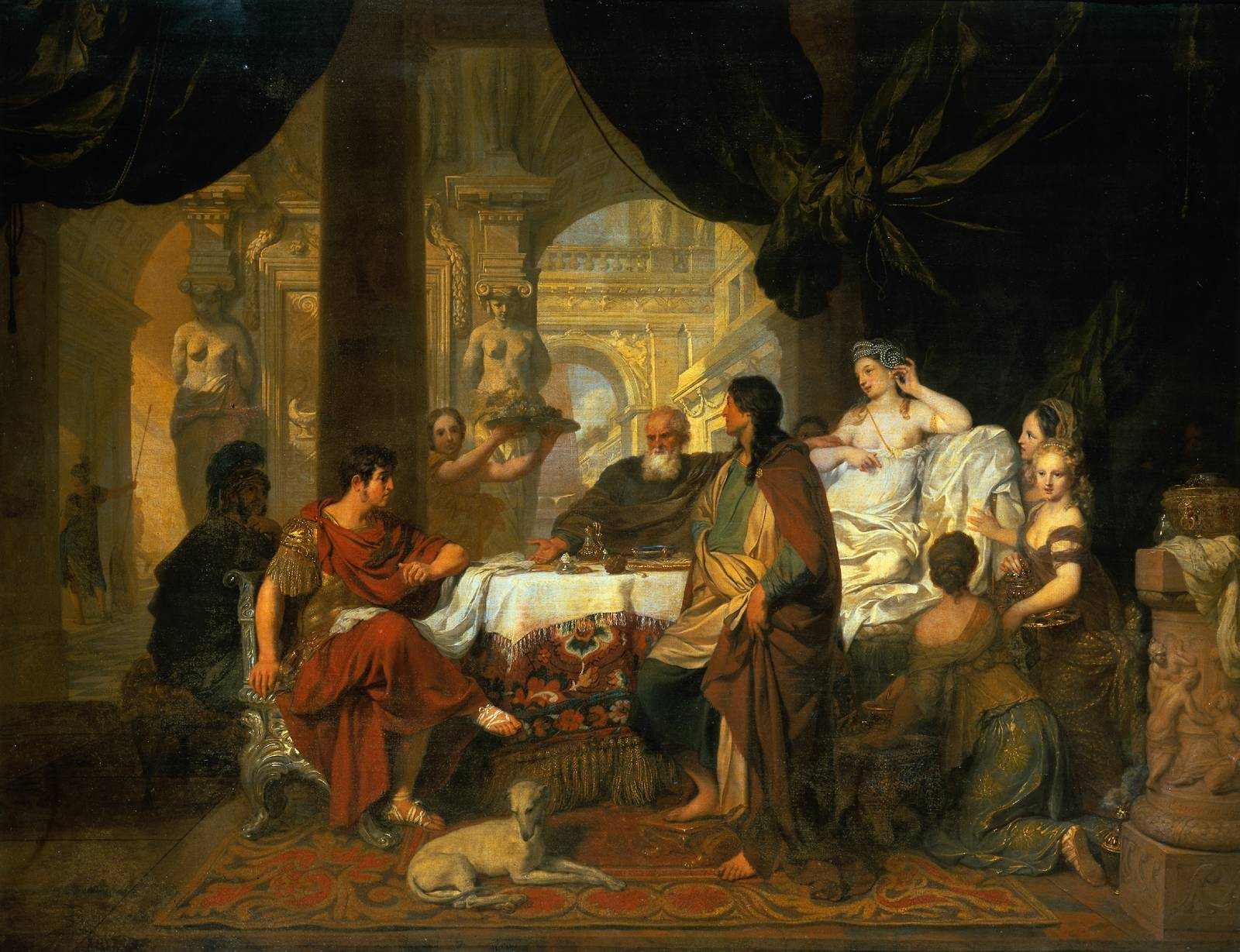
Marco Antonio e Cleopatra in un dipinto di Gérard de Lairesse (1680).

Nel 38 a.C. Ottaviano, impegnato nella difficile guerra navale contro Sesto Pompeo, invitò Marco Antonio a ritornare in Italia per consolidare la loro intesa; dopo alcuni contrattempi, i due si incontrarono insieme ai loro più stretti collaboratori a Taranto nella primavera del 37 a.C. e, sembra anche per l'intervento di Ottavia, conclusero un nuovo accordo che prolungava il trumvirato fino al 33 a.C.; inoltre Antonio promise di fornire 120 navi per la guerra contro Sesto Pompeo a Ottaviano, che a sua volta avrebbe dovuto inviare 20 000 legionari di rinforzo in Asia. Marco Antonio quindi ritornò in Oriente subito dopo aver concluso il nuovo precario accordo di potere con Cesare Ottaviano; in realtà egli era deluso e irritato con Ottaviano e anche con la moglie Ottavia con la quale ruppe i rapporti e che rimandò a Roma. Il triumviro raggiunse la Siria e ad Antiochia si fece raggiungere da Cleopatra che, condotta da Gaio Fonteio Capitone, passò con Antonio l'inverno del 37-36 a.C.; il triumviro decise finalmente di intraprendere la grande campagna partica nell'estate del 36 a.C. Marco Antonio trascorse alcuni mesi con la sua amante egiziana, ma nel frattempo egli aveva provveduto a riorganizzare in modo razionale il dominio romano in Oriente sconvolto dall'invasione partica del 40 a.C..
L'azione di riassetto e consolidamento del sistema di dominio romano in Oriente perseguita da Marco Antonio prima dell'inizio della campagna partica fu efficace; i sovrani del Commagene e della Cappadocia, che avevano defezionato a favore dei Parti, vennero messi da parte, mentre Deiotaro, tetrarca della Galazia, era morto nel 40 a.C. Antonio decise in primo luogo di sopprimere la provincia di Cilicia e suddividere il dominio diretto di Roma nelle tre province di Asia, Siria e Bitinia. Il triumviro organizzò quattro regni affidati a sovrani fedeli e abili con il compito di controllare i confini orientali; Aminta divenne re della Galazia, estesa con la Pisidia, la Licaonia e altri territori, fino alla costa della Panfilia; il figlio di Glafira, Archelao, ricevette il regno di Cappadocia, mentre Polemone prese il comando del Regno del Ponto e dell'Armenia Minore fino al confine caucasico; infine Erode Idumeo entrò a Gerusalemme, conquistata da Gaio Sosio, detronizzò Antigono II, e divenne re della Giudea.
Riguardo al regno d'Egitto, Marco Antonio prese decisioni di grande importanza che provocarono polemiche e una violenta campagna ostile della propaganda di Ottaviano che non mancò di evidenziare gli oscuri e pericolosi rapporti del triumviro con Cleopatra a scapito di Roma. Antonio ritenne necessario rafforzare l'Egitto come elemento di stabilizzazione e quindi accrebbe il territorio della regina con parti della Siria, la costa fenicia, le tetrarchie di Calcide, l'isola di Cipro e zone della Cilicia Aspera; peraltro Marco Antonio non soddisfece tutte le richieste della sovrana e si rifiutò di assegnarle anche parte o l'intero regno di Giudea di Erode. Antonio respinse le richieste di Cleopatra ma consolidò i suoi legami personali con la regina, riconoscendo i loro figli Alessandro Elio e Cleopatra Selene; la regina era in attesa di un terzo figlio.
La tradizione storiografica antica, influenzata dalla propaganda augustea, ha esecrato il presunto pernicioso influsso della regina sul condottiero romano; alcuni autori, sulla base di fonti non del tutto chiare, hanno ipotizzato che i due si sposarono nell'inverno del 37-36 a.C. e che ipotizzarono grandiosi piani espansionistici di un nuovo Oriente ellenistico. In realtà Marco Antonio aveva assunto effettivamente atteggiamenti enfatici nei riguardi dei popoli dell'Oriente, ostentando pose orientaleggianti, proclamando la sua pretesa discendenza dal dio Dioniso e mostrando la sua volontà di integrare i popoli orientali nel nuovo dominio romano, ma, come sottolinea lo storico neozelandese Ronald Syme, egli continuava e sviluppava una politica orientale già concepita e in parte applicata da Gneo Pompeo Magno e soprattutto da Giulio Cesare. Lo storico inoltre ridimensiona anche la sudditanza di Antonio nei confronti di Cleopatra e ritiene che il triumviro fosse interessato alle ricchezze dell'Egitto, indispensabili per la sua campagna partica.
Marco Antonio era intenzionato soprattutto a vendicare, attraverso una grande campagna vittoriosa in Oriente, la catastrofe di Carre, consolidare la potenza romana ed estendere il sistema di potere della Repubblica per mezzo di una nuova serie di regni vassalli di protezione; verosimilmente egli non prevedeva l'organizzazione di nuove province romane. I piani di Marco Antonio riprendevano nel complesso il progetto strategico originario di Giulio Cesare che forse il triumviro conosceva in profondità avendo avuto accesso subito dopo il cesaricidio alla carte segrete del dittatore. Un'avanzata diretta attraverso il deserto a est dell'Eufrate appariva rischiosa di fronte alla mobilissima e abile cavalleria dei Parti; avrebbe potuto ripetersi la disfatta di Crasso; anche se le legioni fossero arrivate fino a Ctesifonte, si sarebbero trovate isolate in pieno deserto senza solide comunicazioni. Marco Antonio quindi decise di effettuare preliminarmente una lunga marcia con le sue legioni attraverso l'Armenia del re Artavaside II che aveva stretto un patto di amicizia e alleanza, quindi congiungersi con l'esercito di Publio Canidio proveniente dal Caucaso e infine invadere l'Impero partico da nord-ovest attraverso la Media Atropatene.

### Marcia di Marco Antonio dalla Siria all'Armenia
L'invasione dell'Impero partico sembrava anche favorita dai segni di disgregazione e conflittualità presenti all'interno del regno dei Parti; la morte di Orode II e l'ascesa al trono del crudele figlio Fraate IV erano state accompagnate da dissensi e opposizioni tra i dignitari dell'impero. In particolare il nobile Monèse era andato in esilio e si era rifugiato da Marco Antonio promettendogli aiuto nel caso di un attacco all'Impero partico che egli descriveva debole e disorganizzato; Monèse affermava che era possibile la facile conquista della maggior parte del regno di Fraate IV. Marco Antonio accolse con grande favore l'esule partico; assegnò a Monèse il governo di tre città e promise di elevarlo al trono dell'impero dopo la vittoria romana.

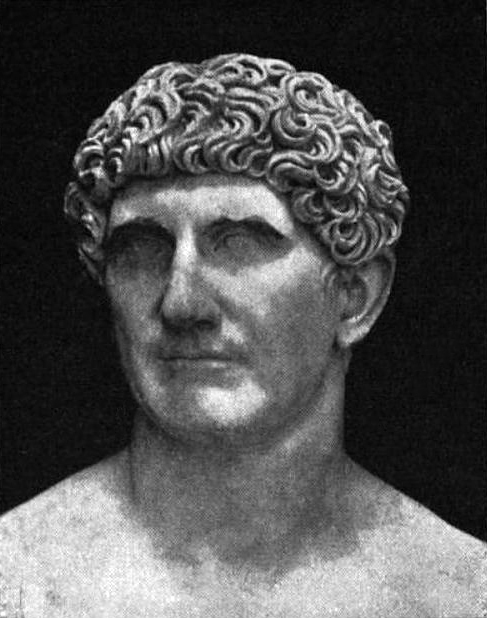
Busto di Marco Antonio.

Fraate IV fu intimorito dalla defezione del dignitario e cercò di convincere Monèse con allettanti proposte a ritornare al servizio dell'Impero partico; Monèse sembrò infatti disposto ad accogliere le concilianti offerte del re; Marco Antonio a questo punto decise di sfruttare la situazione per ingannare Fraate con un'apparente condiscendenza. Egli lasciò libero Monèse e lo incaricò anche di presentare al re precise proposte di accordo in cui veniva richiesta esclusivamente la restituzione delle insegne catturate a Carre e la liberazione dei prigionieri romani. In questo modo Marco Antonio sperava di ingannare e tranquillizzare Fraate IV mentre egli, deciso all'invasione, completava i preparativi per la guerra.
Nel 36 a.C. il condottiero romano diede finalmente inizio, riprendendo il disegno strategico cesariano, alla grande campagna contro i Parti, da cui egli sperava di ottenere nuovo prestigio e potere e di sottomettere definitivamente la potenza avversaria.
Marco Antonio, accompagnato da Cleopatra, raggiunse con dieci legioni le rive dell'Eufrate a Zeugma e finse di voler attraversare il fiume e marciare attraverso il deserto in direzione di Ctesifonte; in realtà egli lasciò solo deboli forze sulle rive dell'Eufrate e, dopo la partenza di Cleopatra, iniziò la grande marcia di aggiramento che avrebbe dovuto condurre le sue legioni nel cuore del regno partico dopo un'avanzata di oltre 1 900 chilometri. La distanza tra Zeugma e il confine della Media Atropatene era di 8 000 stadi, circa 1 440 chilometri, mentre dal confine alla capitale della Media erano da percorrere altri 443 chilometri. Antonio pensava che una volta occupata la Media, avrebbe potuto l'anno successivo discendere la valle del Tigri fino alla capitale dei Parti, Ctesifonte. Giunto a Zeugma nel marzo del 36 a.C., Marco Antonio superò con le dieci legioni le montagne del Tauro e a maggio arrivò a Melitene; ai primi di giugno entrò a Satala.

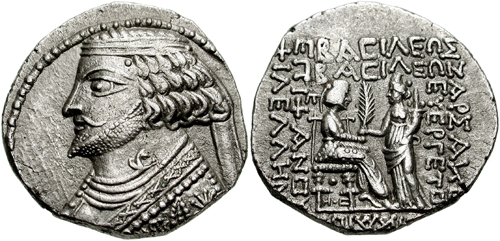
Dracma con l'effigie del sovrano dell'Impero partico Fraate IV.

Alla fine di giugno del 36 a.C. Marco Antonio raggiunse con il suo esercito l'Armenia e concentrò le truppe nell'odierna piana di Erzurum dove si congiunse con Publio Canidio che con altre sei legioni era ritornato dopo aver completato con un brillante successo le campagne nel Caucaso. In questa regione il condottiero raggruppò le sue forze e completò i grandi preparativi per l'invasione dell'impero nemico. Plutarco critica il comportamento e le azioni di Marco Antonio in questa fase; lo scrittore lo descrive ancora preda del nefasto influsso di Cleopatra e desideroso di affrettare al massimo la campagna per poter rientrare rapidamente in Egitto; per questo motivo, secondo Plutarco, Antonio non consolidò le sue posizioni in Armenia, non attese la primavera seguente per l'invasione della Media ma invece iniziò subito la fase più difficile della campagna pur in una stagione ormai avanzata.
Marco Antonio passò in rassegna il suo possente corpo di spedizione e i contingenti degli alleati schierati sull'altopiano di Erzurum; quindi decise di avanzare subito verso il confine della Media Atropatene con l'esercito diviso in due gruppi separati: egli prese il comando diretto del grosso delle legioni veterane e marciò lungo una strada più breve ma più impervia, mentre i reparti alleati, l'intero arsenale delle macchine d'assedio caricato su trecento carri e due legioni guidate da Oppio Staziano, furono avviate lungo la strada più lunga ma più agevole della valle del fiume Arasse.
Il condottiero romano, abbandonando l'Armenia per entrare nella Media Atropatene, non si preoccupò di organizzare un sistema di guarnigioni e presidi per presidiare le retrovie e controllare l'alleato armeno; egli verosimilmente non aveva forze a disposizione da impiegare per questi compiti di presidio; dal punto di vista strategico fu un grave errore, in questo modo il re armeno Artavaside II in seguito avrebbe avuto modo di riprendere senza pericoli la sua autonomia e abbandonare l'alleanza romana.

### Forze in campo
L'esercito radunato da Marco Antonio per la campagna partica era uno dei più grandi impiegati nel tempo antico; costituito da oltre 100 000 soldati, compresi i contingenti alleati, era la più numerosa armata che Roma avesse mai concentrato in Asia. Plutarco descrive dettagliatamente l'esercito di Marco Antonio:
(Plutarco, Vita di Antonio, 37)
Integrando i dati forniti da Plutarco con altre fonti antiche, gli autori moderni ritengono che Marco Antonio disponesse di sedici legioni con circa 50 000 legionari insieme con 10 000 cavalieri in prevalenza celti e iberi; tra i contingenti alleati, i reparti più importanti erano quelli forniti dall'Armenia, costituiti soprattutto da 16 000 ottimi cavalieri addestrati a combattere secondo le tattiche partiche; nel complesso gli alleati orientali contribuirono con 30 000 soldati. Nella fase iniziale della campagna Marco Antonio era accompagnato da una serie di sovrani locali a lui sottomessi che guidavano i contingenti assegnati al corpo di spedizione; nella piana di Erzurum dove venne concentrato tutto l'esercito il triumviro incontrò Artavaside II, re d'Armenia, Farnavabo d'Iberia e Zobere d'Albania, i regnanti del Caucaso vinti da Canidio Crasso, Polemone del Ponto e Aminta di Pisidia. Sulla base delle fonti antiche risulterebbe che Polemone e Artavaside parteciparono personalmente alle prime fasi dell'invasione.
Anche se Plutarco cita, nei capitoli che dedica alla descrizione della campagna, solo la Legio III, lo storico britannico Lawrence Keppie ritiene di aver identificato alcune delle legioni di Marco Antonio che parteciparono alla campagna partica:
- oltre alla Legio III, Legio I, Legio XXIII, Legio VI Ferrata, Legio X Equestris, Legio V Alaudae, Legio XII Antiqua, Legio XVII, Legio XVIII, Legio III Cyrenaica, Legio IIII[58].

Il corpo di spedizione organizzato da Marco Antonio per la campagna partica appariva potente e in grado di concludere con successo l'invasione; le notizie del raggruppamento di un gran numero di legioni romane ai confini orientali impressionò i sovrani e i popoli dell'Asia; i timori si diffusero fin ai confini della Battriana e all'India. Plutarco riferisce questi fatti ma poi critica Antonio affermando, secondo la tradizione storiografica antica, che in realtà, a causa della sua fretta di ritornare per l'inverno in Egitto da Cleopatra, egli avrebbe organizzato in modo confuso e insufficiente la spedizione.
Marco Antonio in realtà si preoccupò di consolidare preliminarmente le posizioni romane; egli portò con sé nella campagna partica, oltre al fedele Publio Canidio, anche altri suoi luogotenenti come Marco Tizio, Gneo Domizio Enobarbo, Lucio Munazio Planco e Quinto Dellio, ma cercò di mantenere il saldo controllo dei territori dell'Oriente, assegnando il comando della provincia di Siria a Gaio Sosio, il conquistatore di Gerusalemme, e della provincia d'Asia a Gaio Furnio.
Le fonti antiche non descrivono in dettaglio l'esercito dei Parti impiegato contro il corpo di spedizione di Marco Antonio e non forniscono dati quantitativi precisi; dai testi di Plutarco e Cassio Dione si evince tuttavia che una forte guarnigione di soldati della Media difese la fortezza di Phraaspa e che Fraate IV impiegò per fermare l'invasione tutto il suo esercito, costituito soprattutto da cavalleria leggera di arcieri a cavallo e da cavalleria pesante catafratta. Durante la fase culminante della ritirata dei Romani, secondo Plutarco oltre 40 000 cavalieri Parti, compresa la guardia del corpo del re, avrebbero partecipato ai combattimenti.

### Invasione della Media Atropatene
Marco Antonio raggiunse con il grosso delle legioni il confine con la Media Atropatene alla fine di luglio del 36 a.C.; la colonna con le macchine da guerra guidata da Oppio Staziano era in ritardo più indietro. Gli equipaggiamenti trasportati con la seconda colonna erano essenziali; il corpo di spedizione disponeva di potenti macchine da assedio tra cui un ariete lungo ottanta piedi; questi materiali da guerra erano insostituibili e non avrebbero potuto essere riparati sul posto a causa della scarsezza di legname adeguato per queste costruzioni. Nonostante l'importanza di concentrare l'esercito prima della fase decisiva dell'invasione e disporre delle macchine da guerra, Marco Antonio non attese l'arrivo della colonna di Oppio Staziano ed entrò in Media Atropatene con le sue legioni; anche se Plutarco critica la fretta del condottiero, è probabile che in realtà Antonio avesse notizia che i re della Media, Artavasde I, e dei Parti, Fraate IV, fossero lontani e che la capitale Phraaspa fosse praticamente indifesa; egli ritenne possibile con un'audace avanzata prendere d'assalto la città. Marco Antonio quindi marciò subito con le legioni e, dopo una marcia forzata di quattrocento chilometri, raggiunse Phraaspa alla fine di agosto senza incontrare molta resistenza; la colonna con le macchine d'assedio e la scorta di Oppio Staziano seguiva isolata.
Giunto con le sue legioni davanti a Phraaspa, Marco Antonio tuttavia si trovò subito in difficoltà; egli dovette intraprendere un regolare assedio della munita fortezza che era saldamente difesa dalle truppe, disponeva di solide mura e dove erano presenti anche le mogli e i figli del re della Media Atropatene. Privo della macchine d'assedio che erano rimaste indietro con la seconda colonna, Antonio non poté affrettare la costruzione del terrapieno e della cintura d'accerchiamento e le operazioni proseguirono lentamente e senza risultati. Nel frattempo Fraate IV era in movimento con il suo esercito; venuto a conoscenza della presenza della colonna di Oppio Staziano che procedeva isolata con i materiali e le macchine d'assedio, il re dei Parti decise di aggirare la capitale della Media evitando di entrare in contatto con Marco Antonio, e attaccare invece la lenta colonna di Staziano.
Secondo il racconto di Plutarco, i cavalieri Parti di Fraate IV sorpresero e accerchiarono completamente la colonna con le macchine d'assedio; gli uomini di Staziano furono in gran parte uccisi e l'intera formazione venne distrutta, comprese le due legioni romane; Oppio Staziano cadde sul campo e i Parti poterono catturare e distruggere tutte le preziose macchine da assedio, tra i prigionieri venne catturato anche il re del Ponto Polemone I che marciava con i suoi contingenti in questa colonna. L'attacco e la distruzione della colonna di Staziano avvenne nella località di Gazaca e lo svolgimento preciso dei fatti rimane poco chiaro; si è parlato di un tradimento preventivo da parte del re armeno Artavaside, che non avrebbe preso parte alla battaglia con la sua sperimentata cavalleria, e di scarsa efficienza delle milizie pontiche.
Questo irreparabile disastro ebbe grande influenza sull'esito finale della campagna partica. Il re d'Armenia Artavaside II, già in precedenza infido e reticente, decise subito di abbandonare il campo di Antonio e ritornò in patria con tutta la sua cavalleria che, essendo addestrata a combattere secondo le tattiche dei Parti, sarebbe stata di grande utilità per il condottiero romano. Marco Antonio era subito accorso in aiuto di Oppio Staziano ma quando arrivò con l'esercito sul campo di battaglia la colonna e le macchine erano già state distrutte e il nemico era scomparso; nonostante la dolorosa sconfitta che colpì il morale dei legionari, il triumviro non desistette e riprese con la massima energia l'assedio di Phraaspa pur essendo ormai privo delle attese macchine d'assedio.
Marco Antonio era deciso a perseverare e sperava di riuscire a costringere i Parti ad una grande battaglia decisiva dove le sue esperte legioni avrebbero potuto schiacciare in modo definito l'esercito nemico. I Parti invece in un primo tempo ripresero la loro classica tattica basata su incursioni improvvise dei cavalieri, e agguati ai reparti isolati nemici seguiti da rapide ritirate; anche gli assediati dimostravano aggressività ed elevato morale e infastidivano i romani con incursioni di disturbo. Antonio temeva che questa serie di insuccessi minassero il morale dei legionari ed era alla ricerca dello scontro campale; egli decise di marciare con dieci legioni, tre coorti pretorie e l'intera cavalleria allontanandosi dalla città in terreno aperto alla ricerca di vettovaglie, sperando di attirare l'esercito nemico. Dopo un giorno di cammino effettivamente l'esercito dei Parti si mostrò in campo aperto apparentemente deciso a distruggere i romani e ripetere la battaglia di Carre, ma Marco Antonio era preparato e deciso a battersi; egli tenne pronti i frombolieri e la cavalleria e spiegò le legioni in ordine serrato. I legionari avanzarono in massa con ordine e disciplina, impressionando e intimorendo i Parti che vennero quindi bersagliati dai frombolieri e attaccati all'improvviso dai cavalieri. I Parti non ebbero il tempo di far intervenire gli arceri ma i cavalieri catafratti resistettero all'attacco della cavalleria. L'intervento delle legioni fu decisivo; i legionari serrarono a distanza ravvicinata, i cavalli dei Parti si spaventarono e tutto l'esercito di Fraate si diede alla fuga.
Marco Antonio sperava di aver raggiunto una vittoria decisiva e iniziò subito l'inseguimento del nemico, contando di concludere la guerra con questa battaglia, ma il successo si rivelò sterile e l'inseguimento dei Parti si concluse con modesti risultati. Le legioni proseguirono per quasi dieci chilometri e la cavalleria continuò l'inseguimento per trenta chilometri ma senza alcun successo; il mobilissimo esercito nemico fuggì in salvo lasciando solo ottanta morti e trenta prigionieri in mano ai romani. Una grande delusione si diffuse tra le legioni per gli scarsi risultati raggiunti nella battaglia. Marco Antonio dovette riportare indietro le sue forze fino a Phraaspa, la ritirata si effettuò con grandi difficoltà di fronte ai continui attacchi della cavalleria nemica ritornata in azione e in piena efficienza. Le legioni, affaticate e depresse, trovarono riparo all'interno degli accampamenti.

### Assedio di Phraaspa
La situazione dei romani era peggiorata anche a Phraaspa dove le truppe rimaste intorno alla città assediata avevano subito alcuni insuccessi a causa delle energiche sortite della guarnigione dei Medi; Marco Antonio, rientrato negli accampamenti con le legioni, si mostrò estremamente irritato e prese provvedimenti draconiani per rinsaldare la disciplina: si procedette alla decimazione dei reparti coinvolti nella sconfitta. Nelle settimane seguenti il condottiero riprese l'assedio della fortezza di Phraaspa; egli sperava ancora di riuscire a conquistarla prolungando le operazioni e facendo prova di tenacia e inflessibile ostinazione, anche se era consapevole delle crescenti difficoltà di vettovagliamento per le sue truppe. In ottobre del 36 a.C. il tempo peggiorò mentre i terreni intorno all'esercito romano erano ormai esauriti; le operazioni di vettovagliamento condotte dai piccoli reparti ed estese su maggiori distanze divenivano sempre più pericolose e costavano continue perdite a causa degli agguati della cavalleria dei Parti. Marco Antonio però non desisteva e continuava l'assedio; egli riteneva che la superiore tenacia e disciplina delle legioni romane avrebbe potuto alla fine avere la meglio sugli instabili e impressionabili eserciti orientali. 

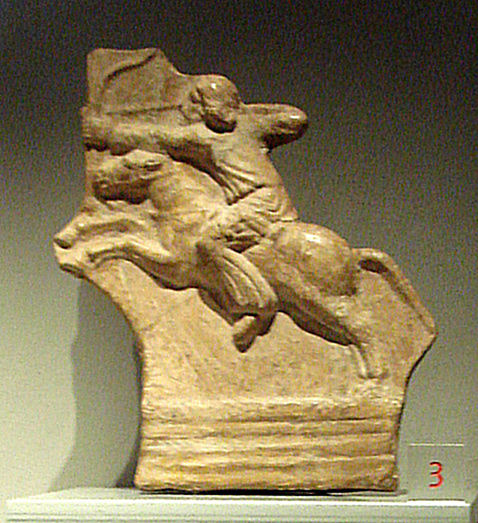
Cavaliere partico, esposto al Palazzo Madama di Torino.

Effettivamente anche le condizioni dell'armata dei Parti erano peggiorate e il re Fraate era seriamente preoccupato per il prolungarsi dell'assedio; le sue truppe temevano l'arrivo dell'inverno e davano segno di scarsa saldezza e minore combattività. Il re temeva un cedimento delle sue truppe in caso di ulteriore continuazione delle operazioni intorno a Phraaspa; egli quindi decise di trarre in inganno i Romani, simulando accondiscendenza e scarsa volontà di combattere da parte delle sue truppe. Ci furono abboccamenti tra le truppe nemiche con proposte dei Parti di trattative e di sospensione della guerra. Marco Antonio sospettò un inganno e chiese ulteriori informazioni prima di prendere una decisione; alla fine, rassicurato dai suoi informatori sulla sincerità delle proposte del nemico e consapevole della stanchezza dei suoi legionari e del loro desiderio di pace, egli decise di inviare i suoi emissari al re Fraate, proponendo di interrompere la guerra in cambio della restituzione dei prigionieri e delle insegne catturate a Carre. Con queste richieste Marco Antonio sperava di intimorire il re mostrando di non essere ansioso di ritirarsi; inoltre egli credeva di poter ingannare il popolo romano, sbandierando di aver ottenuto una grande vittoria avendo recuperato i trofei e i superstiti della disfatta.
Fraate IV accolse i messaggeri di Antonio con sarcasmo e minacce; egli promise di non ostacolare la ritirata dei Romani e di concludere la pace ma respinse le richieste del comandante romano riguardo alla restituzione dei prigionieri e delle insegne dell'esercito di Licinio Crasso. Marco Antonio ritenne a questo punto che fosse inevitabile accettare le condizioni del re Fraate che apparentemente garantivano la non ostilità del nemico, e rinunciare a proseguire l'assedio di Phraaspa iniziando subito la ritirata; i legionari erano stanchi e invocavano il ritorno in patria, mentre la situazione del vettovagliamento del corpo di spedizione avrebbe potuto ulteriormente peggiorare con l'arrivo dell'inverno. Alla fine di ottobre, Antonio decise quindi di ritornare indietro; orgoglioso e combattivo, egli prese questa decisione con disappunto e amarezza; rinunciò a comunicare personalmente la notizia ai suoi legionari, lasciando questo ingrato compito a Domizio Enobarbo. La popolarità e il prestigio di Marco Antonio peraltro non soffrirono a causa di questo fatto; i legionari compresero l'umiliazione e la delusione del comandante che mantenne la loro piena fiducia e fedeltà.
Il re dei Parti aveva cercato di ingannare Marco Antonio, simulando di consentire la ritirata senza combattere del suo avversario; in realtà, come nel caso della battaglia di Carre, egli intendeva inseguire e attaccare sistematicamente l'esercito romano e provocarne la completa distruzione lungo il cammino della ritirata nel territorio desertico. Effettivamente Marco Antonio, dando fiducia alle promesse di Fraate IV, aveva inizialmente previsto di ripiegare con il suo esercito lungo la strada pianeggiante e scoperta utilizzata durante l'avanzata iniziale; fu grazie ai consigli di un uomo della popolazione dei Mardi che egli prese invece un'altra decisione. Il mardo avvertì Antonio dei pericoli della pista desertica che avrebbe potuto dare modo ai Parti di attaccare in massa con la cavalleria le truppe appiedate romane durante la marcia; l'uomo invece consigliava di seguire la pista più breve orientale che passava attraverso un territorio aspro e montuoso, ricco di centri abitati e vegetazione. Il mardo si offriva come ostaggio e guida per la marcia attraverso la strada orientale. Marco Antonio decise, dopo alcune incertezze, di seguire il consiglio dell'uomo e diede inizio alla ritirata attraverso la difficile strada di montagna; il corpo di spedizione romano si allontanò da Phraaspa abbandonando intatte tutte le opere d'assedio costruite che furono subito prese e distrutte dalla guarnigione dei Medi.

### La ritirata
Marco Antonio condusse con grande energia e abilità la lunga e penosa ritirata del suo esercito; come in altre circostanze della sua lunga carriera, in particolare durante la guerra di Modena, il condottiero diede la maggiore prova delle sue doti militari proprio nella situazione più critica; fu soprattutto per la sua tenacia e la sua capacità di mantenere la coesione e il morale dei suoi soldati, che le legioni conclusero con successo la ritirata ed evitarono, pur subendo sensibili perdite, la sorte toccata all'esercito di Licino Crasso nel 53 a.C..

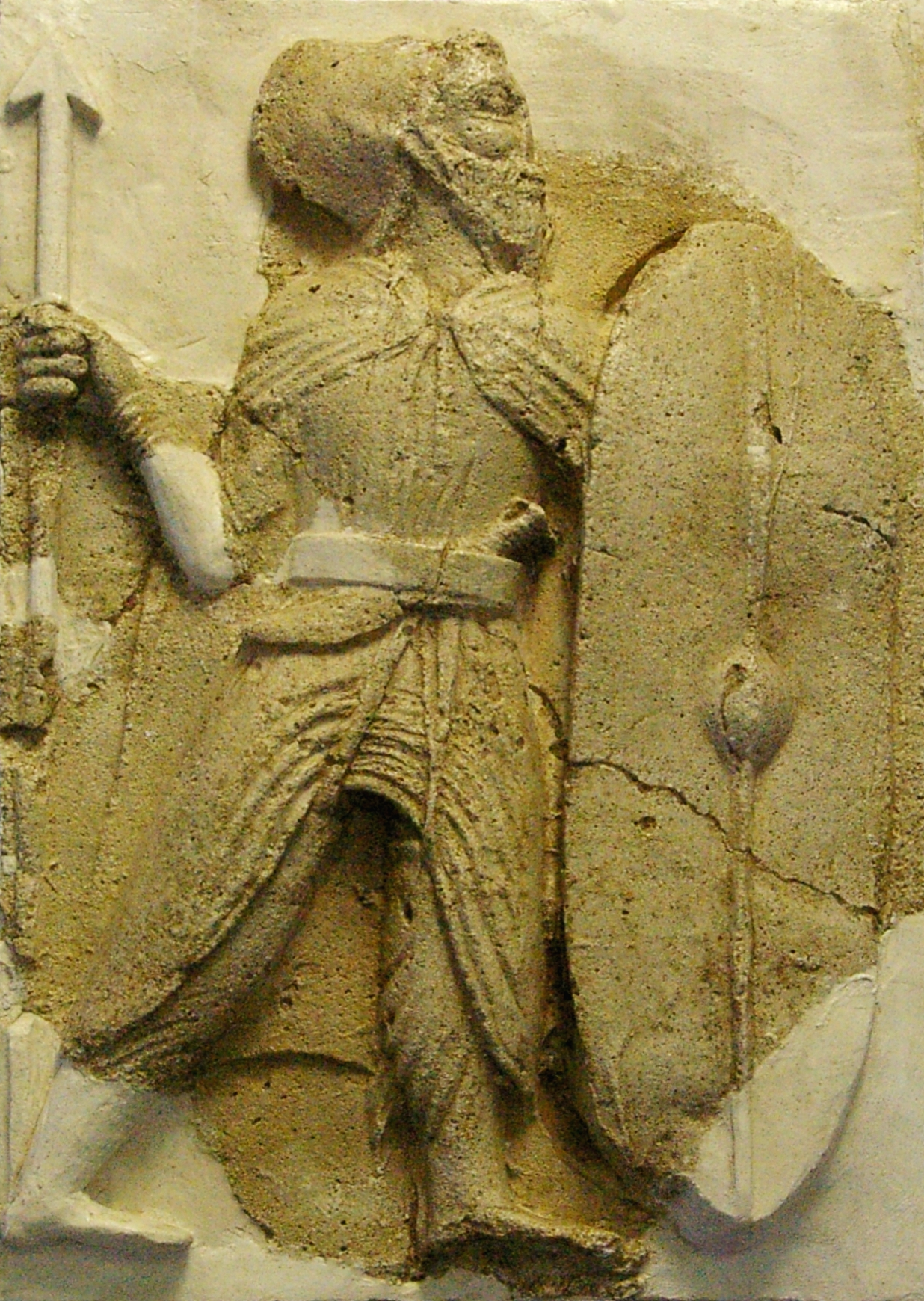
Fante partico, dalle mura di Zahhak Castle, Iran.

I primi due giorni della ritirata lungo la strada disagevole consigliata dal mardo si svolsero senza molte difficoltà e senza incontrare opposizione da parte del nemico; Marco Antonio, rassicurato dall'inizio favorevole del movimento, credette in un primo momento che i Parti avrebbero rispettato l'accordo, ma il terzo giorno i Romani incontrarono i primi problemi; la strada era in parte allagata dalle acque di un fiume fatto deviare appositamente dai nemici per rallentare la marcia. Il consigliere mardo allertò Antonio e il condottiero schierò il suo esercito in formazione da battaglia rinforzando le legioni pesanti con gruppi di fanteria leggera e frombolieri. Effettivamente la cavalleria dei Parti apparve in massa e cercò di accerchiare i Romani, ma i cavalieri vennero respinti prima dall'intervento dei frombolieri e infine da una carica della cavalleria celtica.
Dopo questo primo combattimento, Marco Antonio modificò lo schieramento di marcia del suo esercito, adottando una prudente formazione quadrata con i frombolieri schierati nella retroguardia e anche sui fianchi per proteggere le legioni in tutte le direzioni; la cavalleria venne mantenuta pronta ad intervenire con l'ordine peraltro di non allontanarsi troppo all'inseguimento del nemico. Per altri quattro giorni i Romani poterono, grazie a questa formazione compatta, proseguire senza grandi ostacoli; i Parti apparvero prudenti e timorosi di attaccare. Il quinto giorno invece l'imprudente iniziativa personale di un tribuno militare, Flavio Gallo, provocò una grave crisi e causò pesanti perdite ai Romani. Dopo aver ottenuto il consenso di Marco Antonio, Flavio Gallo attaccò i Parti con la fanteria leggera della retroguardia e con una parte della cavalleria; dopo qualche successo, egli, invece di ripiegare, rimase fermo sul posto e rifiutò di obbedire agli ordini e alle ingiunzioni dirette del legato Marco Tizio, di rientrare nello schieramento. In questo modo Flavio Gallo si trovò ben presto accerchiato con i suoi uomini dall'esercito dei Parti e dovette chiedere con urgenza l'aiuto di rinforzi. I primi tentativi di prestare soccorso, condotti da Publio Canidio in modo poco coordinato con piccoli gruppi successivi, non ottennero successo e i reparti inviati furono respinti; i soldati di Gallo iniziarono a ripiegare in rotta. L'intervento personale di Marco Antonio con l'intera III legione riuscì a salvare la situazione e fermare la ritirata recuperando una parte delle forze accerchiate. Le perdite furono gravi; 3 000 romani furono uccisi e 5 000 feriti; Flavio Gallo, gravemente ferito da quattro frecce, morì poco dopo la battaglia.
Marco Antonio cercò, nonostante il progressivo aggravarsi della situazione, di sostenere il morale dei suoi soldati; egli mostrò preoccupazione per la sorte dei legionari e sollecitudine per i feriti e, con i suoi modi amichevoli e camerateschi, conservò la loro fiducia e si assicurò la loro costante obbedienza. I Parti, dopo la vittoria contro il tribuno Flavio Gallo, credevano di avere ormai fiaccato la resistenza dei Romani e durante la notte rimasero nelle vicinanze dell'accampamento nemico tenendosi pronti ad attaccare e saccheggiare il campo. Il re Fraate IV non era presente insieme alle truppe ma inviò la sua guardia del corpo personale per rafforzare l'esercito; all'alba oltre 40 000 cavalieri parti erano presenti sul campo, ma Marco Antonio riuscì con atteggiamenti e parole enfatiche ad esaltare la tenacia e il coraggio dei suoi soldati e al mattino fece uscire dagli accampamenti le legioni in formazione compatta per affrontare il nemico.
Di conseguenza i Parti, che non si attendevano una grande resistenza, furono sorpresi dall'attacco delle legioni romane e furono costretti a ripiegare sotto i proiettili dei frombolieri; tuttavia quando i legionari discesero lentamente da un pendio, gli arceri parti entrarono in azione bersagliando con un gran numero di frecce il nemico. I Romani ebbero la meglio grazie alla tempestiva adozione della formazione a testuggine che permise ai legionari di organizzare un muro compatto di scudi a protezione dai dardi. I Parti inoltre furono ingannati dalla posizione inginocchiata delle prime file della testuggine e credettero che i nemici stessero cedendo; essi quindi scesero dai cavalli e avanzarono per il combattimento finale all'arma bianca. I legionari romani invece al momento opportuno balzarono all'attacco in massa e sbaragliarono a distanza ravvicinata i Parti che, privi di scudi, subirono sanguinose perdite contro la fanteria pesante romana. Nei giorni seguenti i Romani continuarono a respingere gli assalti grazie all'impiego di queste tattiche efficaci.
Nonostante i ripetuti successi locali, la situazione dell'esercito romano in ritirata continuò a peggiorare a causa dei continui attacchi di disturbo dei Parti e soprattutto per le crescenti difficoltà di vettovagliamento; i soldati erano affamati e non disponevano più di attrezzature per la macina del poco grano reperito sul territorio. I legionari furono ridotti a cibarsi anche di erbe e radici; si verificarono molti casi di avvelenamento mortale e intossicazione a causa dell'ingestione di erbe velenose; Marco Antonio era sempre più preoccupato per le fatiche e le perdite della lunga ritirata. In realtà i Parti erano delusi per la mancata distruzione totale del nemico e ritornarono a proporre ai Romani ingannevoli accordi di tregua; Marco Antonio sembrò dare credito a queste proposte e decise, per accelerare la marcia, di deviare con i suoi soldati dalla strada di montagna che era priva di fonti d'acqua e discendere nella pista in pianura. Il condottiero romano alla fine cambiò idea dopo aver ascoltato gli avvertimenti di Mitridate, il cugino del dignitaro parto Monèse, che affermò che i nemici attendevano in agguato i Romani lungo la pista in pianura; Marco Antonio quindi riprese l'aspra strada di montagna ordinando ai suoi soldati di marciare di notte portando con loro le minime scorte d'acqua ancora disponibili.
I Romani marciarono per 240 stadi, 44 chilometri, durante la notte ma i Parti, che aveva seguito subito i nemici, attaccarono la retroguardia mettendola in grave difficoltà; i legionari diedero segno di disperazione a causa della fatica dei combattimenti e per la mancanza d'acqua; nonostante le continue esortazioni di Marco Antonio, alcuni soldati, disperati ed esausti, bevvero le acque melmose e tossiche di un corso d'acqua; il condottiero decise di raggruppare il suo esercito in un accampamento prima di iniziare la fase finale delle ritirata in direzione del fiume Arasse dove, secondo Mitridate, i Parti avrebbero probabilmente interrotto il loro inseguimento. L'ultima fase della ritirata dell'esercito romano fu particolarmente drammatica; durante una nuova marcia notturna il corpo di spedizione sembrò disgregarsi nel disordine e nella confusione; ci furono episodi di indisciplina, saccheggio e panico, Marco Antonio prese in considerazione anche il suicidio per evitare di cadere vivo in mano del nemico. Alla fine il condottiero non si perse d'animo e riuscì a riorganizzare le sue truppe; al mattino i romani respinsero, formando nuovamente la testuggine, gli attacchi dei cavalieri nemici, mentre l'avanguardia raggiunse un fiume dove i soldati poterono finalmente dissetarsi con sicurezza. Antonio eseguì con abilità il passaggio del corso d'acqua di tutto l'esercito mentre i Parti, sorpresi dalla tenacia e dalla resistenza dei nemico, sembrarono desistere da ulteriori attacchi.
Dopo altri cinque giorni l'esercito romano raggiunse finalmente il fiume Arasse; l'attraversamento del grande corso d'acqua appariva difficile e c'erano timori di nuove insidie da parte del nemico, invece quest'ultima operazione si concluse felicemente e senza molte difficoltà; i Romani passarono il fiume e rientrarono in Armenia. I soldati mostrarono grande entusiasmo e felicità per il raggiungimento della salvezza dopo una ritirata che sembrava emulare l'impresa di Senofonte e dei suoi diecimila mercenari greci. I Parti rimasero nella Media senza proseguire la guerra e quindi Marco Antonio poté raggruppare in Armenia le sue forze superstiti dopo la dura e sfortunata campagna.

## Bilancio e conseguenze

### Fallimento della campagna partica
L'ambiziosa invasione del regno arsacide di Marco Antonio era fallita; il condottiero tuttavia, grazie soprattutto alla sua tenacia, al suo ascendente sui veterani e alla sua determinazione era riuscito a portare in salvo la maggior parte del suo esercito. Le perdite romane furono pesanti; secondo Plutarco ammontarono a 20 000 fanti e 4 000 cavalieri, di cui circa metà non caduti in combattimento ma morti per gli stenti e le malattie; altre fonti danno peraltro cifre più elevate; alcuni autori moderni hanno calcolato che circa il 37% del corpo di spedizione fu distrutto. Marco Antonio e le sue legioni veterane avevano sconfitto i Parti in almeno diciotto combattimenti ma non erano riusciti a raggiungere, soprattutto a causa delle carenze della cavalleria, una vittoria conclusiva; i Romani tuttavia completarono con successo una difficile ritirata durata ventisette giorni dalla fortezza di Phraaspa al confine dell'Armenia.
Marco Antonio cercò di minimizzare il suo fallimento e inviò al Senato di Roma una relazione edulcorata della campagna in cui presentava in modo favorevole l'andamento delle operazioni; al contrario a Roma si diffusero voci lugubri sulla sconfitta e la propaganda del suo avversario Cesare Ottaviano non mancò di ingigantire l'entità dell'insuccesso; anche alcuni resoconti diretti di partecipanti alla sfortunata impresa descrissero con particolari tragici la campagna, accentuando la gravità del fallimento di Antonio.
Gli storici moderni hanno giudicato in modo più equilibrato l'esito della campagna e il comportamento di Marco Antonio; il piano di campagna adottato, che ricalcava i progetti di Giulio Cesare, era audace e strategicamente valido e il condottiero guidò il suo esercito con abilità ed energia; la sua direzione durante la ritirata di oltre 500 chilometri in particolare è stata considerata efficace e decisiva per la salvezza dell'esercito. Marco Antonio viene in pratica considerato responsabile soprattutto di non essere riuscito ad evitare la disfatta della colonna di Oppio Staziano con le macchine d'assedio. Il fallimento complessivo della campagna è stato imputato dagli autori moderni in primo luogo all'intrinseca difficoltà strategica dovuta alla potenza dell'esercito dei Parti, alla grandezza del regno nemico e alle lunghe distanze da percorrere in un territorio inospitale. Inoltre secondo Guglielmo Ferrero la sconfitta fu soprattutto una conseguenza dell'indebolimento complessivo di Roma e della scarsa coesione interna della repubblica; Marco Antonio fu costretto a procurarsi le risorse finanziarie con espedienti e dovette iniziare l'invasione con una situazione politica precaria a causa della rivalità con Ottaviano. Egli sarebbe stato costretto ad accelerare al massimo la campagna e rientrare al più presto nei territori romani non per l'attrazione di Cleopatra, come riferisce Plutarco, ma per la necessità di controllare da vicino la situazione in patria e impedire l'indebolimento della sua forza politica a Roma. Ferrero giunge fino a mettere in dubbio che, nelle stesse difficili circostanze, Giulio Cesare sarebbe riuscito ad ottenere risultati migliori di Marco Antonio.

### Invasione di Marco Antonio dell'Armenia
Sembra che al termine della campagna e dopo il completamento della ritirata i luogotenenti e i soldati di Marco Antonio attribuissero il fallimento soprattutto alla defezione della cavalleria armena che aveva impedito di inseguire i Parti dopo le singole vittorie tattiche, e al comportamento infido del re Artavaside II. I consiglieri del triumviro quindi premevano per un'immediata vendetta contro l'Armenia; Marco Antonio era estremamente irritato con Artavaside II, tuttavia egli preferì per il momento tenere un comportamento apparentemente amichevole. Egli era deciso a proseguire subito la ritirata e abbandonare l'Armenia per rientrare rapidamente in Siria e contava sull'aiuto finanziario del re armeno e sulla fornitura di vettovagliamento per le sue esauste legioni. 

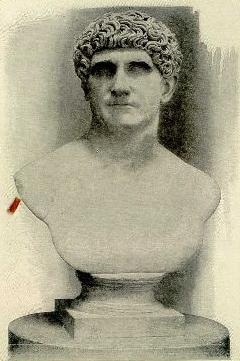
Busto di Marco Antonio.

Plutarco narra che Marco Antonio perse altri 8 000 soldati durante la ritirata nelle montagne dell'Armenia in inverno; a causa del clima e delle strade disagiate, le truppe si indebolirono ulteriormente; il triumviro avrebbe quindi lasciato il suo esercito e si sarebbe recato sulla costa nei pressi di Sidone dove si incontrò con Cleopatra che portava con sé equipaggiamenti per i soldati e denaro che Antonio fece distribuire ai suoi uomini. Il condottiero si recò temporaneamente in Egitto ma non era rassegnato alla sconfitta e intendeva riprendere i suoi piani contro la Partia e vendicarsi per la slealtà del re dell'Armenia.
Marco Antonio aveva bisogno di rinforzi prima di intraprendere una nuova campagna e inoltre nel 35 a.C. egli dovette impiegare parte del suo esercito per neutralizzare Sesto Pompeo che dopo la battaglia di Nauloco aveva abbandonato la Sicilia ed era giunto in Asia dove aveva reclutato tre legioni. Alcune legioni di Antonio, guidate da Gaio Furnio e Marco Tizio, e i contingenti del principe galata Aminta, furono quindi inviati nella provincia d'Asia contro Sesto Pompeo che venne progressivamente accerchiato e, abbandonato dai suoi ultimi seguaci, venne infine catturato da Marco Tizio che, nonostante precedenti benefici ricevuti da Sesto Pompeo, non ebbe esitazioni a farlo uccidere.
Le narrazioni degli autori antichi descrivono Marco Antonio sempre più dipendente da Cleopatra e soggiogato dall'affascinante personalità della regina; tuttavia sembra che il triumviro non avesse completamente rinunciato ai suoi ambiziosi obiettivi in Persia. Egli necessitava di rinforzare il suo esercito e iniziò nuovi reclutamenti in Oriente e Grecia. La notizia che il re dei Medi Artavasde I aveva rotto i legami di alleanza con Fraate IV e al contrario proponeva di aiutare i Romani in una nuova guerra contro l'Impero partico, fece rinascere l'ottimismo e Marco Antonio decise di lasciare l'Egitto e recarsi in Armenia per organizzare la nuova invasione; nel frattempo la moglie Ottavia era giunta in Grecia insieme a 2 000 soldati scelti inviati dal fratello Cesare Ottaviano di rinforzo all'esercito antoniano d'Oriente. In realtà Marco Antonio attendeva rinforzi molto più cospicui che il suo collega aveva promesso in precedenza in cambio delle oltre 150 navi inviate da Antonio in Italia per la guerra di Sicilia; il triumviro era estremamente irritato con Ottaviano; egli decise di accettare i 2 000 soldati scelti ma rifiutò di accogliere Ottavia che fu invitata perentoriamente a ritornare in Italia. Marco Antonio alla fine ritornò con Cleopatra in Egitto e rimandò la nuova campagna all'anno seguente.
Nella primavera del 34 a.C. Marco Antonio decise finalmente di entrare con le legioni in Armenia e punire il re Artavaside per il suo infido comportamento durante la campagna partica; in un primo momento cercò di attirarlo in un tranello per costringerlo alla sottomissione e gli inviò, con richieste apparentemente amichevoli di collaborazione, il suo luogotenente Quinto Dellio. Antonio prese ben presto l'iniziativa e con l'esercito marciò inizialmente su Nicopoli; quindi, di fronte alla reticienza del re, entrò in Armenia e avanzò direttamente sulla capitale Artaxata. Il re Artavaside, intimorito e preoccupato, si consegnò e venne fatto prigioniero da Marco Antonio che gli ingiunse di consegnare tutte le ingenti ricchezze del regno. Il re fu messo in catene mentre il figlio Artaxias II venne facilmente sconfitto e dovette fuggire nell'Impero partico; Marco Antonio occupò rapidamente l'intera Armenia che egli trasformò in provincia di Roma; le sue legioni furono stanziate, al comando del fidato e capace Publio Canidio, nel territorio appena occupato.

### Verso la guerra civile
Marco Antonio lasciò l'Armenia nell'estate del 34 a.C. e ritornò ad Alessandria portando con sé il ricco bottino raccolto nella spedizione punitiva armena e lo stesso re prigioniero Artavaside con i suoi famigliari; nel frattempo il triumviro aveva intrapreso colloqui con il re dei medi Artavasde per consolidare la loro collaborazione contro i Parti per mezzo di una combinazione matrimoniale dinastica. Antonio quindi promosse il fidanzamento del figlio nato da Cleopatra Alessandro Elio con la figlia del re dei Medi, Iotape. Giunto ad Alessandria, Marco Antonio sembrò definitivamente legato a Cleopatra: egli celebrò un trionfo sull'Armenia direttamente nella capitale egiziana con una spettacolare coreografia orientaleggiante; soprattutto, nell'autunno del 34 a.C. durante una fastosa cerimonia, rese note le famose donazioni di Alessandria con cui, oltre a proclamare Cleopatra "regina dei re" e Cesarione, figlio ed erede legittimo di Giulio Cesare, accrebbe l'Egitto con la concessione del dominio su Cipro e Celesiria mentre rioganizzò in teoria l'amministrazione dei territori orientali di Roma con assegnazioni programmate per i tre figli piccoli avuti da Cleopatra.

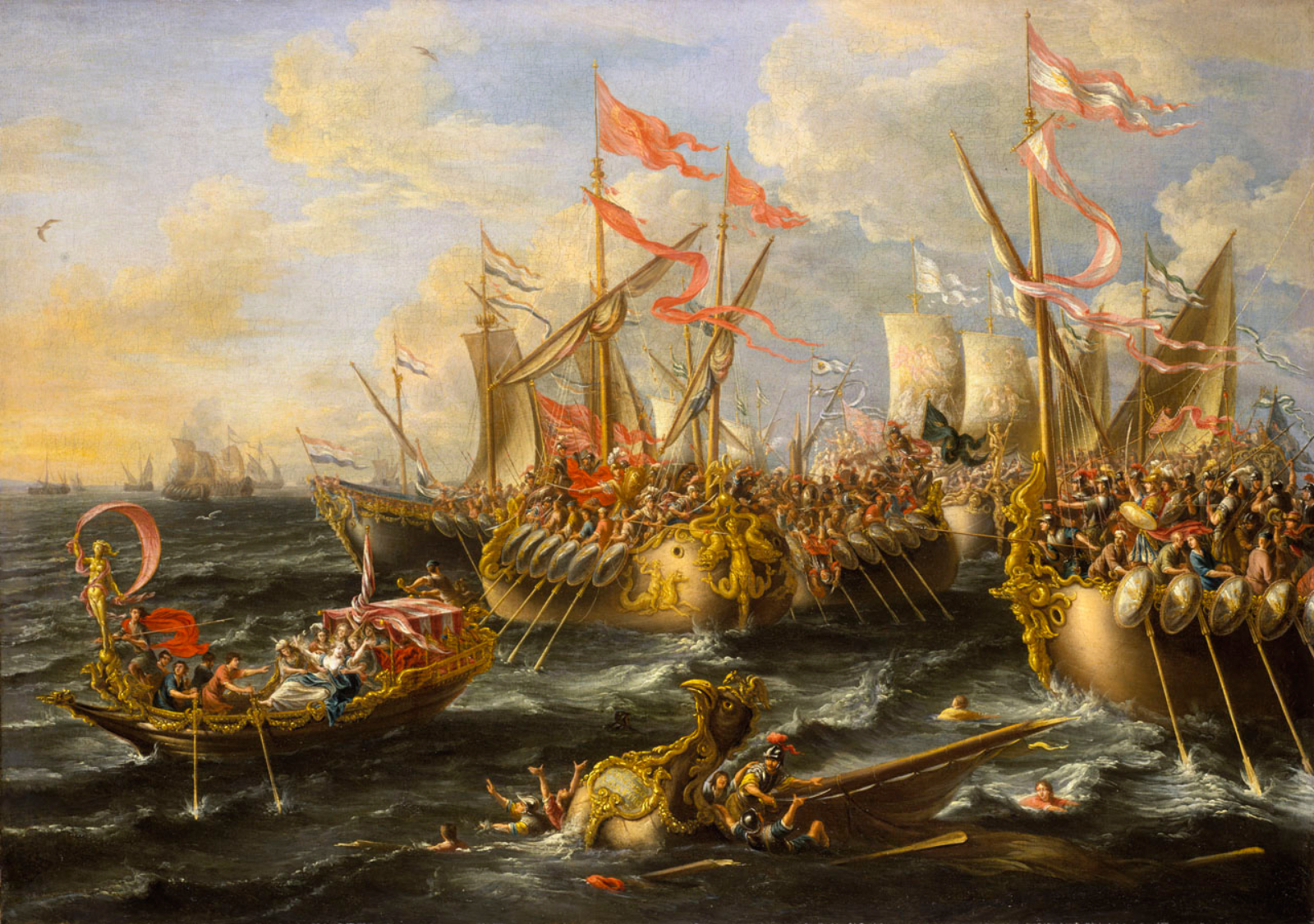
La battaglia di Azio del 31 a.C. decise a favore di Cesare Ottaviano il conflitto civile con Marco Antonio.

Questi eventi clamorosi diedero modo ad Ottaviano di rafforzare la sua posizione e di organizzare una vasta coalizione anti-antoniana evocando il pericolo di un dominio orientale sull'Impero di Roma e insinuando che Antonio fosse completamente soggiogato da Cleopatra, il "fatale monstrum". Marco Antonio non sembrò comprendere subito il crescente dissenso a Roma tra i politici e l'opinione pubblica per le sue scelte politiche in oriente e per il suo stravagante comportamento; egli apparve ancora deciso a riprendere i suoi vasti piani di espansione a danno dell'Impero partico; venne programmato di espandere l'esercito fino a trenta legioni. Nella primavera del 33 a.C. Antonio diede le prime disposizioni per la concentrazione di almeno sedici legioni per la nuova campagna partica; egli stesso lasciò Alessandria per raggiungere le truppe in Armenia.
Ben presto tuttavia le notizie provenienti da Roma e la crescente ostilità di Ottaviano mutarono la situazione e indussero Marco Antonio a prendere nuove decisioni; nel marzo 33 a.C. egli apprese delle manovre ostili del suo collega del triumvirato e della mancata approvazione delle sue disposizioni riguardo l'Oriente romano. Marco Antonio rispose con lettere minacciose e sarcastiche indirizzate ad Ottaviano; infine nell'estate del 33 a.C. decise di affrontare direttamente il suo rivale e di rinunciare almeno temporaneamente ai suoi piani contro l'Impero partico. La situazione di Roma era ormai troppo deteriorata e un confronto decisivo con Ottaviano appariva inevitabile. Per consolidare la situazione e proteggere i confini del dominio romano in Oriente, Marco Antonio giunse in Armenia, entrò nella Media e si incontrò con il re Artavasde con il quale concluse accordi di collaborazione difensiva contro possibili minacce partiche, quindi ripartì per dirigersi a Efeso; egli diede disposizioni a Publio Canidio di iniziare a trasferire gran parte delle legioni sulle coste dell'Asia per una possibile nuova guerra civile.
I piani della seconda campagna partica furono definitivamente abbandonati; Marco Antonio giunse a Efeso dove fu raggiunto dalle legioni di Canidio; nelle settimane successive arrivarono Cleopatra con il suo seguito, i re e i dignitari d'oriente alleati del triumviro e soprattutto i due consoli designati per il 32 a.C., Gaio Sosio e Domizio Enobarbo, insieme a circa 300 senatori che avevano abbandonato Roma per affiancare Marco Antonio. Ben presto le discordie avrebbero peraltro disgregato la coesione della eterogenea coalizione antoniana e favorito la schiacciante vittoria di Ottaviano nella imminente guerra civile che sarebbe culminata nella battaglia di Azio del 31 a.C.

### Fonti primarie
- (GRC) Cassio Dione Cocceiano, Historia Romana, libri XXXXVIII, XXXXIX e L. Versione in inglese qui.
- (GRC) Plutarco, Vite parallele (Βίοι Παράλληλοι), Vita di Antonio. Versione in inglese qui
- (GRC) Plutarco, Vite parallele (Βίοι Παράλληλοι), Vita di Crasso. Versione in inglese qui

### Fonti moderne
- Aurelio Bernardi, Storia d'Italia, vol. I Dalla preistoria al principato augusteo, Novara, Istituto Geografico De Agostini, 1979, ISBN non esistente.
- François Chamoux, Marco Antonio. Ultimo principe dell'Oriente greco, Milano, Rusconi, 1988, ISBN 978-88-18-18012-1.
- Guglielmo Ferrero, Grandezza e decadenza di Roma. Volume III: da Cesare a Augusto, Cernusco sul Naviglio, Garzanti, 1946, ISBN non esistente.
- Lawrence Keppie, The Making of the Roman Army: From Republic to Empire, Norman, Oklahoma, University of Oklahoma Press, 1998, ISBN 978-0-8061-3014-9.
- Andrè Piganiol, Le conquiste dei romani, Milano, il Saggiatore, 2010, ISBN 978-88-565-0162-9.
- Howard H.Scullard, Storia del mondo romano. Dalle riforme dei Gracchi alla morte di Nerone, vol. II, Milano, BUR, 1992, ISBN 88-17-11574-6.
- Ronald Syme, La rivoluzione romana, Torino, Einaudi, 2014, ISBN 978-88-06-22163-8.